# گاوبان
گاوبان یا کنه‌خوار (نام علمی: Buphagus) نام یک سرده از تیره سار است.